# إيجيبتون
إيجيبتون (بالإنجليزية: Egyptoon)‏ هي أول قناة كارتون مصرية على يوتيوب، تأسست عام 2013 كمشروع قناة كارتون كاريكاتوري ساخرة مصرية مستقلة على يوتيوب وتتناول قضايا اجتماعية وسياسية والأحداث الجارية بمصر والوطن العربي بشكل فكاهي في أعمال رسوم متحركة قصيرة تُنشر بشكل شبه شهري.
أثارت القناة بعض الجدل بسبب بعض أعمالها خاصة المتعلقة بأمور سياسية مثل محاكمة الشهداء واعتصام الحمام و(يا سيسي أمرك)، كذلك نالت إشادة وإستحسان إعلامي عن بعض أعمالها، ويبلغ عدد مشتركيها حالياً نحو 3 ملايين مشترك.

## نشأتها
تم إنشائها بعد الانفصال عن شركة خرابيش عام 2013 بواسطة ثلاثة شركاء: أشرف حمدي (رسام كاريكاتير ومخرج رسوم متحركة) وأميرة مصطفى (محركة)ومصطفى عشري (محرك).

## أعمال القناة
تنشر القناة عدة موضوعات وبرامج مثل: أيمون المجنون ومغامرات حمادة وسوسن ومأساة مواطن مصري، بالإضافة إلى فيديوهات «الجلاشة» وفيديوهات ساخرة تتناول موضوعات سياسية واجتماعية.

## أبرز أعمالها
- فيديو (الحقيقة وراء وائل غنيم) والذي نشر كفيديو مستقل في فبراير 2011 للسخرية من الإتهامات المزعومة حول الناشط وائل غنيم، وحقق الفيديو انتشار واسع وعدد ضخم من المشاركات.[8]
- نشرت القناة عدة فيديوهات سياسية ساخرة مثل: محاكمة الشهداء للسخرية من محاكمة حسني مبارك و (اعتصام الحمام) للسخرية من دعوات الإخوان للتظاهر يوم 6 أكتوبر عام 2013،[9] و(يا سيسي أمرك) وتهييس مع الرئيس و(شتب يور ماوس أوباما) عن السيدة التي أرسلت رسالة تهديد عفوية هزلية للرئيس الأمريكي أوباما عام 2014.[10]
- فيديو نعي الفنانيين سعيد صالح ويوسف عيد وخالد صالح الذين وافتهم المنية عام 2014، ونال الفيديو استحسان وإشادة إعلامية في مصر.[5][11][12][13]

## جوائز
حازت قناة إيجيبتون على جائزة Silver Play Button من شركة Youtube لوصول عدد المشتركين بها إلى أكثر من 100 ألف مشترك، وفي عام 2018 نالت الدرع الذهبي.